# Khumbu

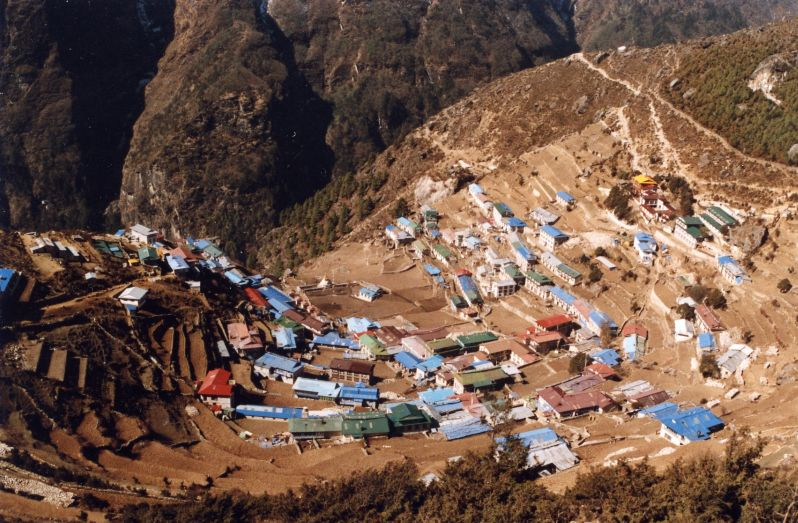
La ciutat de Namche Bazaar a la regió de Khumbu

Khumbu és una de les tres subregions habitades per xerpes a l'Himàlaia. Les altres dues són Solu i Pharak. Khumbu es troba al nord-est del Nepal i inclou la ciutat de Namche Bazaar, així com els pobles de Thami, Khumjung, Pangboche i Kunde. El famós monestir budista de Tengboche es troba, també, al Khumbu.
La regió de Khumbu té una gran disparitat d'alçades, des dels 3.300 metres fins als 8.848 metres, l'altura de l'Everest. La regió inclou el Parc Nacional de Sagarmatha del que forma part la meitat sud de l'Everest. Al Khumbu trobem el camí d'aproximació habitual al camp base de l'Everest per tal de pujar-lo per la Via del Coll Sud.